# 中国共产党嘉禾县委员会
中国共产党嘉禾县委员会（简称中共嘉禾县委）是中国共产党在湖南省郴州市嘉禾县的领导机关。

## 职责
根据《中国共产党地方委员会工作条例》，中国共产党地方委员会主要实行政治、思想和组织领导，承担下列职能：
1. 对本地区重大问题作出决策。
2. 通过法定程序使党组织的主张成为地方性法规、地方政府规章或者其他政令。
3. 加强对本地区宣传思想文化工作的领导，牢牢掌握意识形态工作领导权、话语权。
4. 按照干部管理权限任免和管理干部，向地方国家机关、政协组织、人民团体、国有企事业单位等推荐重要干部。
5. 支持和保证人大、政府、政协、法院、检察院、人民团体等依法依章程独立负责、协调一致地开展工作，发挥这些组织中党组的领导核心作用。
6. 加强对本地区群团工作和统一战线工作的领导。
7. 动员、组织所属党组织和广大党员，团结带领群众实现党的目标任务。

## 沿革
2004年6月4日，中华人民共和国国务院总理温家宝主持召开国务院常务会议，研究控制城镇房屋拆迁规模、严格拆迁管理的有关问题，同意湖南省对嘉禾县珠泉商贸城建设中违法违规有关责任人所作出的处理，此前，中共湖南省委省政府已经撤销周余武嘉禾县委书记职务；撤销李世栋嘉禾县县长职务；给予李水福党内严重警告处分，责令其引咎辞去嘉禾县副县长职务；给予嘉禾县政法委书记周贤勇留党察看一年处分；给予雷知先党内严重警告处分，免去嘉禾县县长助理、城关镇党委书记职务。
2022年8月22日，郭薪涉嫌“严重违纪违法”接受郴州市纪委监委纪律审查和监察调查。

## 历任书记
| 姓名   | 就任日期   | 卸任日期   | 备注  |
| ------ | ---------- | ---------- | ----- |
| 周余   |            | 2004年6月  | 撤职  |
| 曹建平 | 2004年6月  | 2009年4月  | [ 5 ] |
| 陈荣伟 | 2009年4月  | 2011年12月 |       |
| 赵宇   | 2011年12月 | 2016年8月  | [ 6 ] |
| 郭薪   | 2016年8月  | 2021年7月  | [ 7 ] |
| 黄仲   | 2021年7月  |            |       |